# Batalla de Kurikara
La batalla de Kurikara, también conocida como batalla de Tonamiyama, fue una batalla crucial dentro de las guerras Genpei, además de que fue un punto de inflexión donde el clan Minamoto puso la balanza a su favor después del dominio del clan Taira.

## Contexto
Minamoto no Yoshinaka, comandante de un contingente de guerreros de la provincia de Shinano, allanó las tierras de los Taira varios años antes, las cuales habían sufrido de hambrunas dos años antes. Una vez que las condiciones mejoraron en 1183, los Taira buscaron venganza. Taira no Koremori, hijo de Taira no Shigemori y nieto de Taira no Koemori, fue puesto a cargo de la operación, apoyado por Michimori, Tadanori, Tomonori, Tsunemasa y Kiyofusa. Debido a que sus tropas habían sido severamente mermadas por las hambrunas y las batallas, reclutaron tropas en las tierras cercanas. 
Cuando Yoshinaka se enteró de los movimientos del enemigo, se alistó junto con las fuerzas de su tío Minamoto no Yukiie así como sus shitennō, sus cuatro generales de mayor confianza: Imai Kanehira, Higuchi Kanemitsu, Tate Chikatada, Nenoi Yukichika.

## Batalla
Acercándose a los pasajes de la montaña que conectan el oeste de Honshū con el este, dividió sus fuerzas en dos: una en Kurikara y la otra en la entrada de la Provincia de Etchū. Minamoto no Yoshinaka, al vislumbrar las tropas de los Taira, acomodó un gran número de banderas blancas (el color del clan) en una colina cercana para dar la ilusión de que sus tropas eran mayores de lo que en realidad eran con el objeto de detener el avance de los Taira hasta que oscureciera.
Dividió su ejército en tres partes: un grupo lo envió a atacar a los Taira por la retaguardia, otro grupo fue enviado al pasaje para fingir una emboscada y la tercera se mantuvo en posición para atacar al centro.
Para poder realizar estos movimientos sin que los Taira los notaran, comenzó con un intercambio de flechas que tenían una cabeza en forma de bulbo, las cuales silbaban por los aires. Este ritual se llevaba a cabo antiguamente como una manera de llamar a los kami, las deidades japonesas, para que observaran los actos de valor que estaban por protagonizar. Después de este intercambio simbólico de flechas, proseguía una serie de duelos personales entre las principales figuras de ambos lados.
Mientras los duelos personales se llevaban a cabo, las tropas de Yoshinaka se ubicaron en las posiciones dispuestas. Al comenzar a oscurecer y regresar a su campamento, los Taira se encontraron de frente con el destacamento de los Minamoto. Las fuerzas centrales liberaron además a una manada de bueyes con antorchas encendidas en sus cuernos directamente hacia el ejército enemigo lo que generó gran confusión entre los adversarios. Algunos atacaron a la manada, algunos otros intentaron huir perdiéndose en los pasadizos donde fueron muertos o se encontraron con el ejército principal.
Los Taira que lograron sobrevivir huyeron para salvar sus vidas.

## Cultura popular
La batalla de Kurikara forma parte de los escenarios jugables en el videojuego Age of Empires II: The Forgotten.